# Avro 552
El Avro 552 fue un biplano ligero británico producido a principios de los años 20 del siglo xx. Fue otro intento de Avro de vender un derivado del 504 de la época de guerra en el mercado civil.

## Diseño y desarrollo
En este caso, la compañía aprovechó la gran cantidad de motores Wolseley Viper excedentes de la producción del Royal Aircraft Factory S.E.5a. En 1921, uno de ellos fue instalado en una estructura de 504K estándar para ser evaluado bajo la designación Avro 551. Las pruebas resultaron alentadoras, pero se instaló un depósito de combustible extra en el ala superior como resultado del alto índice de consumo del Viper, y se realizaron cambios en el diseño de los alerones.
Esta configuración entró en producción como el hidroavión de flotadores 552, comprando la Armada Argentina 12 ejemplares, que sirvieron como entrenadores hasta 1927. Dos aparatos similares fueron comprados por Bulgaria.
En 1924, la Real Fuerza Aérea Canadiense concertó con Canadian Vickers que adquiriera una licencia para producir cinco aviones terrestres (552A) y nueve ejemplares hidroaviones para usarlos en patrullas forestales. Se diferenciaban de los aparatos fabricados en el Reino Unido por el uso de flotadores de la Naval Aircraft Factory estadounidense, y por tener mayor capacidad de combustible para aumentar el alcance. Uno de estos hidroaviones de licencia fue equipado con un motor Wright y fue conocido en el servicio canadiense como Avro Wright. La producción bajo licencia también fue acometida por C.B. Field de Kingswood Knoll, Surrey, que construyó tres aviones a partir de piezas excedentes suministradas por Avro. Inca Aviation los voló como remolcadores de pancartas hasta 1935.
El fuselaje del prototipo 552, G-EAPR, fue más tarde usado como la base del autogiro Cierva C.8, pero finalmente fue revertido a una configuración con alas por un propietario privado, cuando la compañía se deshizo de él.

## Variantes
551
Biplano utilitario con motor Wolseley Viper.
552
Designación para los ejemplares de producción del 551, equipados con flotadores.
552A
Versión terrestre del 552.
552B
Versión hidroavión con un solo flotador del 552.
Wright
Un 552 construido bajo licencia en Canadá equipado con un motor Wright.

## Operadores
Argentina
- Aviación Naval

 Bulgaria
- Fuerza Aérea de Bulgaria
- Aviación Naval

 Canadá
- Real Fuerza Aérea Canadiense

## Especificaciones (Type 552)

### Características generales
- Tripulación: Uno (piloto)
- Capacidad: Un pasajero o instructor
- Longitud: 8,5 m (28 ft)
- Envergadura: 11 m (36 ft)
- Altura: 3,2 m (10,4 ft)
- Superficie alar: 30,7 m² (330,5 ft²)
- Peso cargado: 1025 kg (2259,1 lb)
- Planta motriz: 1× motor lineal V8 refrigerado por líquido Wolseley Viper.
  - Potencia: 134 kW (185 HP; 182 CV)
- Hélices: Bipala de paso fijo

## Aeronaves relacionadas

### Secuencias de designación
- Secuencia Numérica (interna de Avro): ← 547 - 548 - 549 - 551 - 552 - 554 - 555 - 557 →